# Kristin Lavransdotter
Kristin Lavransdotter är en historisk romantrilogi av Sigrid Undset, bestående av Brudkronan (1920, senare Kransen), Husfrun (1921) och Korset (1922). Kristin Lavransdotter är kanske det verk som främst förknippas med Undset, och som bidrog till att hon belönades med Nobelpriset i litteratur 1928 med motiveringen ”förnämligast för hennes mäktiga skildringar ur Nordens medeltida liv".

## Trilogin

### Översikt
Kristin Lavransdotter utspelar sig på 1300-talet. Huvudpersonen är Kristin, storbonden Lavrans dotter i Sel i Gudbrandsdalen.
Trilogin handlar om en kvinnas slingriga väg från dotter till hustru och slutligen nunna. Det är en utvecklingsroman med kvinnliga förtecken, och mycket av tematiken – familjens heder, oönskad kärlek, döden – gäller fortfarande idag. Den historiska bakgrunden är detaljrik vad gäller mat, gårdsdrift, religiösa vanor och moraliska normer.

### Kransen
Kristins barndom och ungdom och hennes nära förhållande till fadern, storbonden Lavrans är det grundläggande temat i den första delen av trilogin. Som vanligt på den tiden blev Kristin bortlovad till en man som föräldrarna hade valt, Simon Darre. Men medan Kristin går i skola i Nonneseter kloster i Oslo träffar hon Erlend, som räddar henne från att bli överfallen av rövare. De blir förtjusta i varandra.
Erlend är vacker och charmerande. Han har inte det bästa rykte men kärleken har gripit tag i Kristin och hon kan inte motstå honom. De inleder ett förhållande och hon håller fast vid honom mot föräldrarnas vilja.

### Husfrun
Den andra delen i trilogin handlar om Kristin som mor och husfru. Livet med Erlend blir inte som hon hoppats, och hennes kärlek till honom är inte längre lika stark. Kristin måste ta ansvaret för såväl gården som barnen medan Erlend är lättsinnig och bekymmerslös och vid flera tillfällen kränker han henne. Kristin förlåter men klarar inte av att glömma.

### Korset
I Korset avslutas berättelsen om Kristin och Erlend och deras barn. Kristin befarar att sönerna skall ta efter den lättsinnige fadern.
Kärlekskriget mellan de båda åldrande föräldrarna skildras ingående. En dag säger Kristin vad hon tycker om Erlends sätt att vara, och han rider iväg från gården. För sönernas skull rider Kristin efter honom upp på fjället för att försöka försonas med honom. Erlend berättar för Kristin att han alltid har älskat henne och de får åter uppleva lyckan tillsammans innan han dör. Gammal och utsliten tas Kristin upp som leksyster i Reins kloster för att så småningom bli nunna. Äntligen finner hon frid och kan lämna bakom sig den livslånga striden mellan sig själv och sin Gud. Digerdöden härjar och under sina sista dagar försöker hon hjälpa människorna kring sig. Detta gör hon för att sona de synder hon begått och för att söka Guds förlåtelse. Till slut dör Kristin själv av sjukdomen, digerdöden.

## Utgåvor och bearbetningar (urval)
Kristin Lavransdotter kom i svensk nyöversättning av Gun-Britt Sundström 2016.
Boktrilogin filmatiserades 1995 och i regi av Liv Ullmann, under titeln Kristin Lavransdotter.